# Enguerrand III. z Coucy
Enguerrand III. z Coucy zvaný Velký (francouzsky Enguerrand III de Coucy řečený Enguerrand le Bâtisseur, 1182, Coucy-1242) byl pán z Coucy, pán z Condé, La Fère, Marle, z Crepy a Vervins, vikomt z Meaux, purkrabí z Cambrai a sňatkem hrabě z Roucy. Celý svůj život bojoval o svou nezávislost na francouzské koruně.

## Život

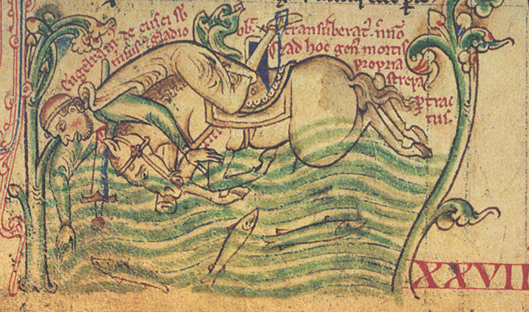
Enguerrandova smrt (kronika Matěje Pařížského)

Enguerrand se narodil jako prvorozený syn Radulfa I. z Coucy a Alix, dcery Roberta z Dreux. Zúčastnil se bitvy u Bouvines roku 1214 a stejně tak i kruciáty směrované na francouzský jih. Roku 1216 byl exkomunikován papežem pro válku vedenou s remešským arcibiskupem. Tehdy prý vyplenil církevní zboží, násilím se zmocnil vsí a lesů, nechal vylomit chrámové dveře, otce představeného držel v okovech a kanovníky přivedl na mizinu. Klatba přiměla nezdolného šlechtice k pokání a byla pak po třech letech z pána i panstvi sejmuta.
Roku 1223 započal se stavbou gigantického hradu Coucy, která trvala pouhých sedm let. Enguerrand vedl panskou ligu stojící v opozici proti královně vdově a nezletilému následníkovi a nové sídlo mělo svou velikostí konkurovat Louvru francouzských králů. Obrovský donjon hradu Coucy vysoký 60 m a 30 m v průměru byl nejmohutnější stavbou Evropy. Enguerrand zemřel v šedesáti letech nešťastnou náhodou v důsledku pádu z koně a byl pohřben v klášteře Foigny.